# Fishing in Utopia – Sweden and the future that disappeared
Fishing in Utopia – Sweden and the future that disappeared är en skildring av Sverige av Andrew Brown, som gavs ut 2008 i London i Storbritannien.
Andrew Brown tillbringade en del av sin barndom i Sverige under 1960-talet. Han gifte sig på 1970-talet med en svenska och flyttade 1977 till västra Sverige och bosatte sig i Nödinge i Ale kommun. Han arbetade bland annat i skogsindustrin. Han började så småningom skriva för The Spectator och flyttade 1985–1986 tillbaka till Storbritannien för att bli journalist på heltid.
Ungefär 20 år efter sin återkomst till Storbritannien reste han runt i Sverige för att leta efter det land som han upplevt tidigare. År 2008 utgav han Sverigeskildringen Fishing in Utopia – Sweden and the future that disappeared på Granta i London. Boken belönades med Orwellpriset för bästa reseskildring 2009.